# 卡内洛·阿尔瓦雷斯
卡内洛·阿尔瓦雷斯（西班牙語：Canelo Álvarez，1990年7月18日—），墨西哥职业拳击运动员，曾在两个体重级别上获得过多条世界拳王金腰带。在轻中量级拳击级别，他于2011年至2013年间为世界拳击协会（WBA，统一拳王）、世界拳击理事会（WBC）与《拳台》（The Ring）世界拳王，2016年至2017年间则为世界拳击组织（WBO）拳王。而在中量级领域，他曾于2015年至2018年间为WBC、《拳台》以及正统拳王。2018年9月起，他在击败根纳季·戈洛夫金后成为了WBA（超级拳王）、WBC与《拳台》中量级世界拳王。
截至2018年9月，阿尔瓦雷斯在BoxRec的P4P排名中位列第二，而在《拳台》与美国拳击作家协会P4P排名中则位列第三。
阿尔瓦雷斯以其闪避反击以及击打身体的技术而著称。
2019年，《福布斯》公佈的全球運動員收入排行榜，阿尔瓦雷斯以年收入8900萬美元，排名第4名。